# 柘城故城
柘城故城，又名北旧城，位于中华人民共和国河南省商丘市柘城县城关镇，2000年被列为第三批河南省文物保护单位，2013年被列为第七批全国重点文物保护单位。
柘城故城为战国至明晚期柘城县城的旧址，由于黄河水患，使得河沙淤积于城墙外，城内地面低于城外，遂于明嘉靖年间废弃，并于故城城墙南侧新建新柘城县城，故城转为湖泊，为容湖生态公园景区的一部分。城址以城墙基为界东西长1800米，南北宽1600米，在其中发现了自新石器时代龙山文化直至明代的聚落遗存。城墙为夯土建造，现存地面段长230米，宽10-15米，高5-10米，为豫东保存较好的城墙遗址之一。除此之外，现遗存于地面上的主要建筑尚有夏御叔墓、歇鹤台遗址、朱襄氏祠堂旧址、柘沟春水旧址等。其中歇鹤台遗址为祭祀老子的重要场所。